# シーダー橋
シーダー橋（シーダーばし、英語: Cedar Covered Bridge)は、アイオワ州マディソン郡にある木製の屋根付橋。 2度放火により焼失し、現在は3代目の橋となっている。初代の橋は1883年に建設され、1921年に移転し、1976年にアメリカ合衆国国家歴史登録財に指定された。この橋は、1995年の映画「マディソン郡の橋」の撮影で使われた。 2002年に放火により焼失し、2代目の橋が2004年に再建された  。この2代目の橋も、2017年4月15日に放火により破壊され、2019年10月に3代目の橋が建設された。

## 初代
1883年に Harvey P. Jones により建設された。橋の長さは24 m。この橋の写真は小説「マディソン郡の橋」の表紙に使用された。 1976年にアメリカ合衆国国家歴史登録財に指定された。2002年9月3日に放火によって破壊され、2002年10月18日にアメリカ合衆国国家歴史登録財から削除された。

## 2代目・3代目
焼失した橋は、19世紀当時の技術で再建され、2004年10月に完成した。2017年4月15日、2代目の橋はは再び放火により破壊された。2017年4月19日までに 18歳と17歳の少年が逮捕され、1度目の放火の罪で起訴された。2017年5月に19歳の少年が逮捕され、2度目の放火の罪で起訴された。
2018年4月、18歳の少年に対し5年間の保護観察、1,000ドルの罰金、裁判所の費用、焼けた橋の賠償が言い渡された。17歳の少年には、5年間の保護観察と10年間の禁固刑が言い渡された。19歳の少年は放火の事実を認め、5年間の保護観察と橋の再建費用の賠償の判決を受けた。
街は再び橋を再建し、2019年10月の毎年恒例の「カバードブリッジフェスティバル」の期間中に橋の通行を再開した。